# Набарзан
Набарзан (IV век до н. э.) — хазарапат (хилиарх) и военачальник Дария III, по одной из версий сатрап Парфии.
Набарзан был одним из высших военачальников при персидском царе Дарии III. Он занимал должность «хазарапата» (в греческой передаче «хилиарха»), что, по мнению ряда историков, было идентично главному министру или великому визирю. Набарзан руководил правым флангом персидского войска в битве при Иссе против Александра Македонского, контрнаступлением персов в Малой Азии 333—332 годов до н. э., участвовал в битве при Гавгамелах. После поражения при Гавгамелах стал одним из организаторов заговора по свержению с престола Дария III и воцарению Бесса.
По одной из версий Набарзан идентичен упомянутому у Арриана Бразану, которого Бесс назначил сатрапом Парфии. Он организовал в этой провинции сопротивление македонянам, которое могло длиться в течение двух лет. Впоследствии Набарзан (или Бразан) был схвачен и доставлен к Александру Македонскому, после чего был казнён.

## Биография

### Служба у Дария III
Первое упоминание Набарзана связано с неким персом Сисином в войске Александра Македонского. Квинт Курций Руф писал, что Сисин был подарен ещё отцу Александра Филиппу II. Набарзан тайно передал некоему критянину письмо, чтобы тот отдал его Сисину. Критянин отдал послание Александру. Царь прочитал его и велел передать адресату. Сисен, в свою очередь, хотел рассказать о нём Александру, но никак не находил для этого подходящей возможности. Через несколько дней Александр решил, что Сисен готов участвовать в заговоре и приказал его казнить.
Арриан называл Набарзана хилиархом. В империи Ахеменидов «хазарапат» (в греческой передаче «хилиарх») был, по мнению ряда историков, вторым человеком в государстве. В его функции могли входить руководство над царской охраной и контроль доступа к царю. Несомненно, что Набарзан был одним из главных военачальников при Дарии III. Однако степень его влияния и официальное звание являются предметом для дискуссии. Возможно, он был командиром элитного отряда конницы, либо личной гвардии царя.
В битве при Иссе 333 года до н. э. Набарзан руководил правым флангом персидского войска из 20 тысяч пращников и лучников, а также конницы. Во время сражения Набарзан во главе конницы переправился через Пинар и атаковал фессалийских всадников Пармениона. Из-за своей численности фессалийцы не могли должным образом противостоять Набарзану. Также они проигрывали в вооружении персидской коннице катафрактного типа. Возможно, отступление, о котором писали античные источники, было частью манёвра «ложного бегства», чтобы разрушить строй противника. Поскольку фессалийцы имели более лёгкое вооружение, они могли отрываться от преследования, после чего атаковать разрозненные силы врага. Эта гипотеза носит предположительный характер, так как после появления слухов о бегстве Дария III конница Набарзана начала отступать. Согласно Арриану, отступление превратилось в беспорядочное бегство. Персидские воины и всадники частично передавили друг друга, частично были перебиты преследовавшими их греками и македонянами. По мнению Ф. Шахермайра, Набарзан мог выиграть сражение, однако, замешкавшись, не воплотил в жизнь первоначальный план Дария III.
Несмотря на блестящую победу при Иссе положение Александра было угрожающим. Финикийский флот контролировал море, Дарий III собирал новое войско в Месопотамии, в Спарте готовился к войне с Македонией Агис III, а сам Александр с основным войском был вынужден вести многомесячную осаду Тира. В этих условиях успешное контрнаступление в Малой Азии, после которого были бы перерезаны пути между Македонией и основным войском Александра, могло изменить весь ход войны. Предположительно, именно Набарзан руководил войском, которое отправилось в Малую Азию. Ключевую роль в отражении нападения сыграл один из наиболее выдающихся военачальников того времени Антигон Одноглазый, которого Александр назначил сатрапом Фригии. Предположительно, македонский военачальник, собрав все имеющиеся силы, использовал распыление персидских сил, которые напали с трёх направлений, и в начале 332 года до н. э. разбил их по отдельности. Причинами поражения персов стали ошибочные решения военачальников, в том числе и Набарзана, которые разделили имевшиеся силы без возможности их соединения в решающий момент.

### Свержение Дария III. Проблемы идентификации
После поражения персов при Гавгамелах в 331 году до н. э. Набарзан бежал с поля боя вместе с Дарием III и другими военачальниками. Вместе с сатрапом Бактрии Бессом он организовал заговор по свержению царя. Согласно Квинту Курцию Руфу, заговорщики рассматривали два варианта развития событий. Если бы их настигли македоняне, то они отдали бы Дария III Александру, тем самым заслужив его благосклонность. Также они обсуждали захват власти и продолжение войны. Античный историк писал, что Набарзан на военном совете, до свержения, убеждал Дария III самому передать власть Бессу, что вызвало гнев царя. Дарий III даже хотел заколоть Набарзана и его спасло лишь вмешательство окружавших царя военачальников. Возможно, по мнению А. С. Шофмана, в этом эпизоде нашло отображение предложение заговорщиков Дарию III мирно отречься от престола и передать бразды правления Бессу, с которым персидские военачальники связывали надежды на отражение македонского вторжения. Историк считал, что свержение Дария III проходило в несколько этапов. После отказа Дария III передать власть Бесс и Набарзан не рискнули открыто схватить царя. Бесс и Набарзан были вынуждены просить прощения у Дария III. Вскоре они захватили царя, распустили слух о его самоубийстве, поместили в телегу и отправились в Бактрию. Однако они не смогли сохранить в тайне новость о реальном положении дел. К Александру из персидского лагеря перебежали Антибел и Багистан, которые сообщили ему о перевороте, а также о том, что Дарий III жив. После этого македонский царь взял наиболее быстрые отряды и пустился в погоню. На фоне преследования македонянами заговорщики были вынуждены заколоть некогда могущественного царя. Кошеленко и Гаибов отмечают, что при перечислении заговорщиков Квинт Курций Руф ставит Набарзана на первое место, тем самым предполагая его ведущую роль в убийстве Дария III.
Арриан писал, что Бесс поставил сатрапом Парфии некоего Бразана, которого впоследствии «вместе с другими участниками восстания» против Дария III доставили к Александру в оковах в Зариаспу. Квинт Курций Руф утверждал, что Набарзан после убийства Дария III захватил часть Парфии у побережья Каспийского моря Гирканию. В историографии существует дискуссия относительно того был ли Бразан (также его имя передают как Барзан) и Набарзан одним человеком, либо речь идёт о разных персонажах. В. Хеккель в 1981 году провёл исследование, в котором доказывал, что появление «Бразана» могло быть следствием ошибочной транслитерации персидского имени в тексте Арриана.
Историки отмечают, что имя Бразана или Барзана более нигде не упоминается. В условиях военных действий, правителем Парфии должен был быть назначен испытанный в боях военачальник, коим мог быть Набарзан, а не впервые упомянутый в источниках Бразан. Также, «-барзан» является стандартным суффиксом составных персидских имён того времени (Ариобарзан, Сатибарзан, Митрабарзан), но никак не самостоятельным именем. Ещё одним аргументом в пользу идентичности арриановского Бразана Набарзану является возможность сопоставления информации из античных источников. Согласно Арриану, Бесс назначил сатрапом Парфии Бразана, а Квинту Курцию Руфу — сатрапом Гиркании, которая была прикаспийской частью Парфии, Набарзана. Предположение, что Бразан является ошибочной транслитерацией Набарзана, устраняет противоречие в текстах двух античных историков.
Данная гипотеза в историографии имеет как сторонников, так и противников. М. Вайскопф в одной из статей «Ираники» утверждал, что Бесс назначил сатрапом Парфии Набарзана, а не Бразана, со ссылкой на текст Арриана и статью В. Хеккеля 1981 года. Некоторые современные историки используют неопределённые обозначения «возможной» идентичности Бразана и Набарзана.
Одновременно, Г. А. Кошеленко и В. А. Гаибов сочли мнение об идентичности Набарзана и Барзана не подтверждённым в источниках. Д. А. Щеглов считал, что единичное упоминание Бразана в тексте Арриана является не следствием ошибки, а свидетельствует об использовании автором не только мемуаров Птолемея, но и Аристобула. В. П. Никоноров и М. М. Холод в одной из своих статей описывают одновременно деятельность Бразана и Набарзана, тем самым не рассматривая возможность их отождествления.

### Сатрап Парфии. Восстание против Александра. Гибель
Учитывая вышеизложенную дискуссию в историографии, сатрапом Парфии мог быть Набарзан или Бразан. В данной статье используется именование «Набарзан» для обозначения сатрапа Парфии, который возглавил сопротивление Александру. При сопоставлении текстов Арриана и Квинта Курция Руфа В. Хеккель предположил следующую реконструкцию биографии Набарзана. После свержения и убийства Дария III в 330 году до н. э. Набарзан был назначен сатрапом Парфии и Гиркании вместо сохранившего верность Дарию III Фратаферна. С этим выводом соглашается один из авторов «Ираники» М. Вайскопф. При приближении Александра Набарзан, о чём писал Квинт Курций Руф, отправил ему письмо, в котором говорил о готовности явиться в лагерь македонян, если царь пообещает ему жизнь. Согласно античной традиции, Александр помиловал Набарзана благодаря заступничеству Багоя, которого тот подарил македонскому царю. Кошеленко и Гаибов предположили, что сам факт добровольной сдачи аннулировал в глазах Александра былые преступления, в том числе и участие в убийстве Дария III. Вне зависимости от того, был ли Набарзан назначен сатрапом, или этот пост получил Бразан, должность сатрапа Парфии на службе у Бесса, по мнению Н. К. Дибвойза, была формальной, так как тот не обладал реальной властью.
Из лагеря Александра Набарзан вернулся в Гирканию, где возглавил сопротивление Александру. По мнению Кошеленко и Гаибова, именно для того, чтобы противостоять Бразану, Александр Македонский отстранил от должности наместника Парфии и Гиркании Атминапа и назначил на его место Фратаферна, казавшегося более подходящим для решения этой задачи. Фратаферн действительно сумел захватить Набарзана, который, по замечанию Шахермайра Ф. и Дибвойза Н. К., так и не правил, и доставить его в Зариаспу. Как отметил В. Хеккель, по всей видимости, Набарзан был умерщвлён. Ф. Я. Коське не сомневается в факте казни и считает, что он играл важную роль в сопротивлении Александру, хотя не склонный к описанию антимакедонских выступлений Арриан и не сообщает о его действиях в качестве сатрапа. Возможно, военачальник первоначально закрепился в районе Копет-Дага. При этом освободительное движения парфян, возглавляемое Набарзаном и его сторонниками, могло длиться в течение почти двух лет — с июля 330 по февраль-март 328 года до н. э. По предположению Никонорова В. П. и Холода М. М., выступление Бразана мог поддерживать сатрап Арии Арсак, также доставленный затем в цепях к Александру.

## В литературе
История с низложением Дария и казнью Бесса и Набарзана нашла отображение в иранском эпосе «Шахнаме» Фирдоуси. Автор называет Набарзана Махьяром. Также Набарзан является действующим лицом исторических художественных произведений об Александре Македонском «Огни на курганах» В. Яна, «В глуби веков» Л. Ф. Воронковой, «Персидский мальчик» М. Рено. Современный таджикский писатель Сорбон в «Поэме о Божьем сыне» уделяет особое внимание патриотизму и верности Родине. В его произведении Набарзан считал основным путём защиты Родины сплочение вокруг личности царя.

### Исследования
- Дандамаев М. А.-К. Политическая история Ахеменидской державы / Утверждено к печати Ученым советом Института востоковедения Академии наук СССР. — М.: Главная редакция восточной литературы издательства «Наука», 1985.
- Дибвойз Н. К. Политическая история Парфии / Перевод с английского, научная редакция и библиографическое приложение В. П. Никонорова. — СПб.: Филологический факультет СПбГУ, 2008. — 816 с. — (Историческая библиотека). — ISBN 978-5-8465-0638-1.
- Дройзен И. Г. История эллинизма. История Александра Великого. — М.: Академический Проект, 2011. — 623 с. — (Технологии истории). — ISBN 978-5-8291-1304-9.
- Клейменов А. А. "Империя наносит ответный удар": персидское контрнаступление в Малой Азии 333—332 гг. до н. э. // Parabellum Novum: военно-исторический журнал. — 2018. — Вып. 41, № 8. — С. 39—48. — ISSN 2308-9423.
- Корнилов Ю. В. Хилиарх при дворе Ахеменидов и Александра Великого // Вестник Тамбовского университета. Серия: гуманитарные науки. — 2017. — Т. 22, вып. 165, № 1. — С. 117—122. — ISSN 2782-5825. — doi:10.20310/1810-0201-2017-22-1(165)-117-122.
- Коське Ф. Я. Племена Северной Парфии в борьбе с македонским завоеванием // Вестник древней истории. — М.: Издательство Академии наук СССР, 1962. — Вып. 79, № 1. — С. 113—125.
- Кошеленко Г. А., Гаибов В. А. Судьбы сатрапов Востока. Эпоха Александра Македонского // Проблемы истории, филологии, культуры. — Магнитогорский государственный технический университет им. Г. И. Носова, 2007. — № 17. — С. 202—222. — ISSN 1992-0431.
- Нефёдкин А. К. Еще раз перечитывая источники: битва при Иссе (ноябрь 333 г. до н. э.) // Parabellum Novum: военно-исторический журнал. — 2015. — Вып. 36, № 3. — С. 5—17. — ISSN 2308-9423.
- Никоноров В. П., Холод М. М. Походы Александра Великого // Мнемон. Исследования и публикации по истории античного мира  / Под редакцией професора Э. Д. Фролова. — СПб., 2004. — Вып. 3. — С. 107—134.
- Шахермайр Ф. Александр Македонский. — Ростов н/Д.: Феникс, 1997. — 576 с. — ISBN 5-85880-313-Х.
- Шофман А. С. Восточная политика Александра Македонского / Печатается по постановлению редакционно-издательского совета Казанского университета. Отв. редактор В. Д. Жигунин. — Казань: Издательство Казанского университета, 1976.
- Щеглов Д. А. Кочевые народы Средней Азии по сведениям историков Александра Великого // Записки Восточного отделения Российского археологического общества (ЗВОРАО). Новая серия. — СПб.: Петербугское Востоковедение, 2006. — Т. II (XXVII). — С. 276—316.
- Berve H. Nabarzanes // Paulys Realencyclopädie der classischen Altertumswissenschaft :  [нем.] / Georg Wissowa. — Stuttgart : J. B. Metzler’sche Verlagsbuchhandlung, 1935. — Bd. XVI, 2. — Kol. 1451—1452.
- Bosworth A. B. Alejandro Magno (исп.). — Madrid: Ediciones Akal, 2005. — ISBN 84-460-2308-3.
- Briant P. Darius in the Shadow of Alexander (англ.). — Harvard University Press, 2015. — ISBN 978-0674493094.
- Charles M. The Chiliarchs of Achaemenid Persia: Towards a Revised Understanding of the Office (англ.) // Phoenix. — Classical Association of Canada, 2015. — Vol. 69, no. 3/4. — P. 279—303. — doi:10.7834/phoenix.69.3-4.0279.
- Gunderson L. L. Quintius Curtius Rufus: On His Historical Methods // Philip II, Alexander the Great, and the Macedonian heritage (англ.) / edited by W. Lindsay Adams and Eugene Borza. — Lanham; New York; London: University Press of America, 1982. — P. 177—196. — ISBN 0-8191-2448-6.
- Heckel W. Who's Who in the Age of Alexander and his Successors. From Chaironea to Ipsos (338—301 BC) (англ.). — Barnsley: Greenhill Books, 2021. — 554 p. — ISBN 978-1-78438-648-1.
- Weiskopf Michael. Bessos // Encyclopædia Iranica (англ.) / Yarshater Ehsan (ed.). — London; New York: Routledge & Kegan Paul, 1989. — Vol. IV/2: Behruz–Bibliographies II. — P. 174—175. — ISBN 978-0-71009-125-3.